# Теория волшебной пули
Теория волшебной пули, или Теория магической пули (англ. Magic bullet theory), или Теория подкожной иглы (англ. Hypodermic needle model) — теория Г. Д. Лассуэлла, согласно которой поток информации от источника СМИ к получателю рассматривается как неопосредованный и вызывающий мгновенные отклики среди аудитории. Такая форма односторонней коммуникации представляет людей как пассивных и беспомощных перед лицом сильного коммуникационного стимула.
Теория волшебной пули является одной из теорий медиаэффектов (media effects theories) — ряда теорий, которые объясняют, как средства массовой информации влияют на отношение и поведение людей, включая то, как члены аудитории воспринимают и реагируют на сообщения СМИ.

## История
Теория волшебной пули является одной из самых ранних теорий в области массовой коммуникации. Она была выдвинута американским политологом Гарольдом Лассуэллом после Первой мировой войны, в 1930-х годах. В этот период различные виды медиа (радио, фильмы, реклама) приобретали огромную популярность, которая росла быстрыми темпами. Соответственно, существенное влияние СМИ на поведение людей казалось очевидным и, в некоторых случаях, чрезвычайно пугающим.
Так, реклама в газетах и журналах заметно увеличила потребительский спрос в Америке, привлекая даже экономных людей в экстравагантные универмаги; выступления президента Франклина Д. Рузвельта на радио, известные как «беседы у камина», вдохновили миллионы граждан поддержать его политику Нового курса после Великой депрессии; Адольф Гитлер использовал СМИ для распространения нацистской пропаганды в Германии, объединив немецкое общество под контролем нацистов. Для обыденного наблюдателя люди действительно казались бессильными противостоять сообщениям, которые поступали от СМИ.
Ранние разработки теории встречаются в труде Лассуэлла «Техника пропаганды в мировой войне», где он поддержал позицию писателя Джорджа Уильяма Кертиса, считавшего, что «мысли — это пули». В дальнейшем Лассуэлл начал использовать метафору «волшебная пуля», чтобы охарактеризовать суть массово-информационного процесса: «коммуникация похожа на волшебную пулю, которую коммуникатор направляет в мозг реципиента, где она незамедлительно изменяет идеи, чувства и, главное, мотивацию, служащую основанием последующих действий».
Лассвелл основывал свою работу на принципе стимул-реакция, основанном на теории обучения.
В это время ряд других исследователей человеческого поведения начали всерьёз изучать влияние СМИ на общество. Однако далеко не все учёные и социологи были согласны с её утверждениями, в основном из-за того, что теория опиралась на традиционные индуктивные рассуждения и метод наблюдения, а не на современные дедуктивные рассуждения, подкреплённые тестированием. Так, среди исследователей, заинтересованных теорией, были Пол Лазарсфельд и Герта Херцог, которые позже её опровергли.

## Описание и применение
Коммуникация в рамках данной теории подобна волшебной пуле, перед которой зритель беззащитен: эта «пуля», летящая от коммуницируемого сообщения к мозгу человека, мгновенно «зажигает» реципиента, словно «электрическую лампочку» и оказывает прямое влияние на его идеи, чувства, знания или мотивацию.
Основные принципы теории пули можно выразить следующим образом:
1. Поскольку на действия людей не влияют социальные связи и они руководствуются единообразными инстинктами, люди воспринимают сообщения СМИ аналогичным образом.
2. Сообщение СМИ напрямую «инъецируется» в «кровеносную систему» общества, словно жидкость из шприца.
3. Медиа-сообщения создаются стратегически для достижения определённых желаемых ответов.
4. Воздействие сообщений СМИ является мгновенным и мощным, способным вызвать значительные поведенческие изменения у людей.
5. Таким образом, общество бессильно избежать влияние СМИ.[4][5]

Исследователи отмечают, что в теории волшебной пули рациональный ум — это всего лишь иллюзия, так как человеческий разум неспособен противостоять мощным, целенаправленным сообщениям.
Модель Лассуэлла оказалась применимой для качественного изучения процессов массовой коммуникации: пропаганды, рекламы, электоральных кампаний. Теория была также использована для анализа воздействия немецких фильмов и нацистской пропаганды на население Германии, а также для анализа влияния на американское общество таких фильмов, как «Это случилось однажды ночью», и «Мистер Смит едет в Вашингтон», которые вышли во время Второй мировой войны. Примечательно и то, что, в качестве одной из самых ранних теорий в этой области, теория волшебной пули создала основу и позже применялась для улучшения методов изучения медиа-эффектов.

## Критика
Самым известным инцидентом, часто приводимым в качестве иллюстрации эффекта «волшебной пули», является радиотрансляция текста книги «Война миров» Герберта Уэллса в 1938 году и последующая реакция всеобщей паники среди американского населения.
Однако именно этот случай побудил Пола Лазарсфельда к более глубокому изучению теории для проверки её состоятельности. В 1940-х гг. они провели первое исследование, которое опровергло теорию волшебной пули, именуемое «Выбор народа». В ходе исследования они рассмотрели эффект пропаганды СМИ на выбор людей при голосовании. Лазарсфельд изучил данные выборов 1940 г. В США и установил, что межличностные источники мнения влияли на избирателей гораздо больше, чем СМИ и что во многих случаях пропаганда в СМИ вообще никак не влияла на публику. Исследование показало, что люди способны выбирать, какие именно сообщения принимать от СМИ, а также определять степень влияния на них данных сообщений. Оказалось, что люди не беспомощные, пассивные «жертвы» медиа-сообщения, как предполагала теория подкожных игл.
Исходя из его исследований, Лазарсфельд вместе с Элиу Кацем разработал модель двухступенчатого потока, которая постулирует, что сообщения СМИ сначала принимаются и интерпретируются лидерами общественного мнения и лишь потом достигают общественность. Даже паника вследствие радиопостановки «Войны миров» ранее использованная как подтверждение теории волшебной пули, была вновь проанализирована, в результате чего было доказано, что среди слушателей наблюдались реакции различного характера.